# Kungsgården en Fors
Kungsgården en Fors (Zweeds: Kungsgården och Fors) is een småort in de gemeente Söderhamn in het landschap Hälsingland en de provincie Gävleborgs län in Zweden. Het småort heeft 139 inwoners (2005) en een oppervlakte van 34 hectare. Eigenlijk bestaat het småort uit twee plaatsjes: Kungsgården och Fors.